# Jacques Lacan
Jacques-Marie Émile Lacan, ismert nevén Jacques Lacan (Párizs, 1901. április 13. – Párizs, 1981. szeptember 9.) francia pszichoanalitikus.
Jacques Lacan Sigmund Freud írásait újraértelmezte és radikalizálta. Ennek célja egyrészt visszatérés az eredeti Freudhoz, másrészt az elméletet továbbvinni ott, ahol Lacan olvasata szerint Freud nem vitte következetesen végig saját felismeréseit. Ezen törekvésében Lacan egyrészt a strukturalizmus, másrészt a nyelvészet megközelítését és módszereit kívánta alkalmazni, később a topológia grafikus modelljeit is. A pszichoanalista körökben vitatott teoretikus jelentősen befolyásolta a posztstrukturalizmust is.

## A kezdetek
Lacan katolikus családban nőtt föl, testvérei Magdeleine-Marie és Marc-Marie; Marc a Hautecombe apátságban bencés szerzetes lett. Lacan a Collège Stanislas gimnáziumba járt, egy jezsuita vezetésű iskolába. Először orvostan-hallgató volt, később átiratkozott a pszichiátria szakra, 1932-ben itt doktorált, munkájának címe De la psychose paranoïaque dans ses rapports avec la personnalité. Ezután idegorvosként és pszichiáterként dolgozott, a Sainte-Anne Klinika vezetője volt, de emellett verseket is publikált. 1964-től az École normale supérieure tanára volt.
Lacan baráti körébe tartoztak többek között Salvador Dalí, Alberto Giacometti, Michel Leiris és Georges Bataille. Lacant rendkívül érdekelte Bataille titkos egylete, az Acéphale.

## Házasság
Lacan 1934-ben megnősült. Felesége, Marie-Louise Blondin, három gyermeket ajándékozott neki: Caroline 1937-ben, Thibaud 1939-ben, Sybille pedig 1940-ben született. Lacan azonban 1937-ben beleszeretett Sylvia Bataille-ba. 1940-ben végül bevallotta a feleségének (aki ekkor volt terhes a harmadik gyermekükkel), hogy Sylvia is gyermeket vár tőle. Erre felesége elindította a válópert, Lacan pedig elköltözött. 1943-ban, két évvel közös gyermekük születése után Sylvia Lacanhoz költözött a rue de lile-i lakásába, Lacan itt lakott élete végéig. A pár 1953 júliusában összeházasodott.

## Munkássága
Lacan élete végéig praktizáló pszichoanalitikus volt. Rendhagyó kezelési módszerei miatt azonban (a kezelés idejét önkényesen megváltoztatta, adott esetben alig néhány percre rövidítette, és az előírásokkal ellentétben olyan páciensekkel is foglalkozott, akik az öngyilkosság szélén álltak) kollégái részéről gyakori támadásoknak volt kitéve. Volt, aki sarlatánnak tartotta.
A Franciaországi Pszichoanalitikusok Egyesületén belüli hatalmi harcok miatt 1953-ban lemondott alelnöki posztjáról, és elhagyta a szervezetet is. Egy héttel később megalapította a Francia Pszichoanalitikai Egyesületet (Sociéte Française de Psychanalyse, SFP). Az SPP-tagok körülbelül fele csatlakozott ehhez a szervezethez, a Nemzetközi Pszichoanalitikai Egyesület (International Psychoanalytical Association, IPA) azonban nem ismerte el. 1964-ben az SFP két táborra szakadt: ezek egyike volt a Lacan által 1964-ben alapított École Française de Psychanalyse, amely rövid idő múlva az „École Freudienne de Paris” (EFP) nevet kapta, a másik pedig az Association Française de Psychanalyse (AFP). 1965-ben az SFP hivatalosan is megszűnt. A Lacan-féle EFP végül a legbefolyásosabb és legnagyobb taglétszámmal bíró pszichoanalitikus szakegyesület lett Franciaországban, és egészen 1980-ig működött.
Lacan elméletének alapjául Freud művei mellett a strukturalista nyelvész, Ferdinand de Saussure, illetve Roman Oszipovics Jakobszon művei szolgáltak. Ezenkívül Lacan gyakran idézte, illetve utalt olyan filozófusokra, mint Edmund Husserl, Descartes és Hegel (illetve a Hegel újraértelmezésében jelentős szerepet játszó Alexandre Kojève), valamint olyan matematikusokra, mint René Thom.
Lacan írásai nehezen olvashatóak, elméleteit és dolgozatait eleinte nem is tette szélesebb olvasóközönség számára elérhetővé, kizárólag szemináriumain (1951–1979) használta. Végül dolgozatai 1966-ban mégis megjelentek könyv formájában, Écrits címmel. Ezt követően folyamatosan nyilvánosságra kerültek a szemináriumi jegyzetek is, bár sok jegyzete még kiadásra vár.